# Décennie 1790 en arts plastiques
Chronologie des arts plastiques
Années 1780 - Années 1790 - Années 1800
Cet article concerne les années 1790 en arts plastiques.

## Événements
- 1792 : le peintre Gavin Hamilton découvre la Diane de Gabies[1].
- 25 octobre 1795 : loi Daunou qui créée l’Institut national des sciences et des arts, représentant la France républicaine, divisé en trois classes (sciences physique et mathématique, sciences morales et politiques, littérature et beaux-arts), préfiguration de l'Académie des beaux-arts[2].

- 1796 : Aloys Senefelder, né à Prague, invente la lithographie[3].
- 16 février 1798 : création du musée de Grenoble[4].
- 1799 : David devient peintre officiel de Napoléon Bonaparte[5].

## Réalisations
- 1790 : Le Docteur Trioson, toile de Girodet-Trioson[6].

- 1791 :  Le Sommeil d'Endymion, toile de Girodet-Trioson[7].

- 1793 : le dessinateur John Flaxman illustre les éditions de l’Iliade et de l’Odyssée d’Homère en s’inspirant des vases de la Grèce antique[8].
- 1794-1795  :  le peintre japonais Sharaku peint ses têtes de lutteurs et d'acteurs[9].
- 1796 : 
  - Bonaparte au pont d’Arcole, toile d’Antoine Gros[10].
  - le peintre américain Gilbert Stuart peint un portrait inachevé de George Washington, plus tard utilisé sur les billets américains[11].
  - Projet d'aménagement de la Grande Galerie du Louvre, tableau d’Hubert Robert exposé au Salon[12].
- 1799 : 
  - Les Sabines, tableau de David[13].
  - Mademoiselle Lange en Danaé, toile de Girodet-Trioson[14].
- 1799-1801 : Le Silence, tableau de Füssli[15].

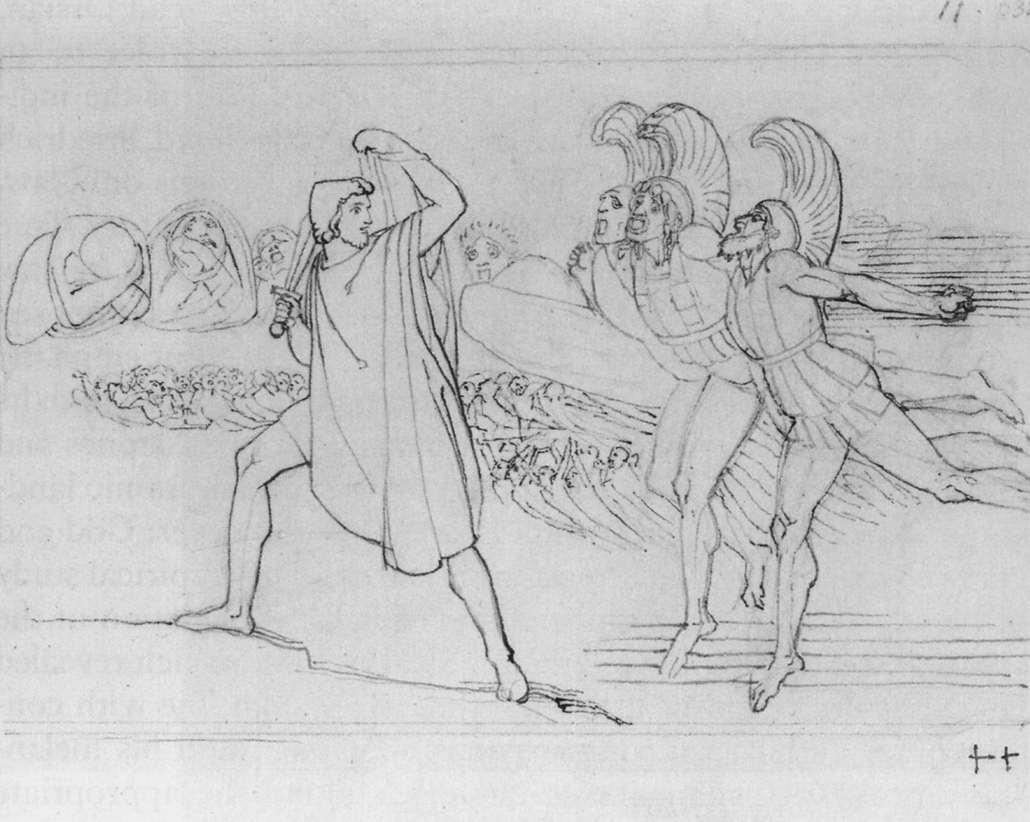
Ulysse aux Enfers, John Flaxman.
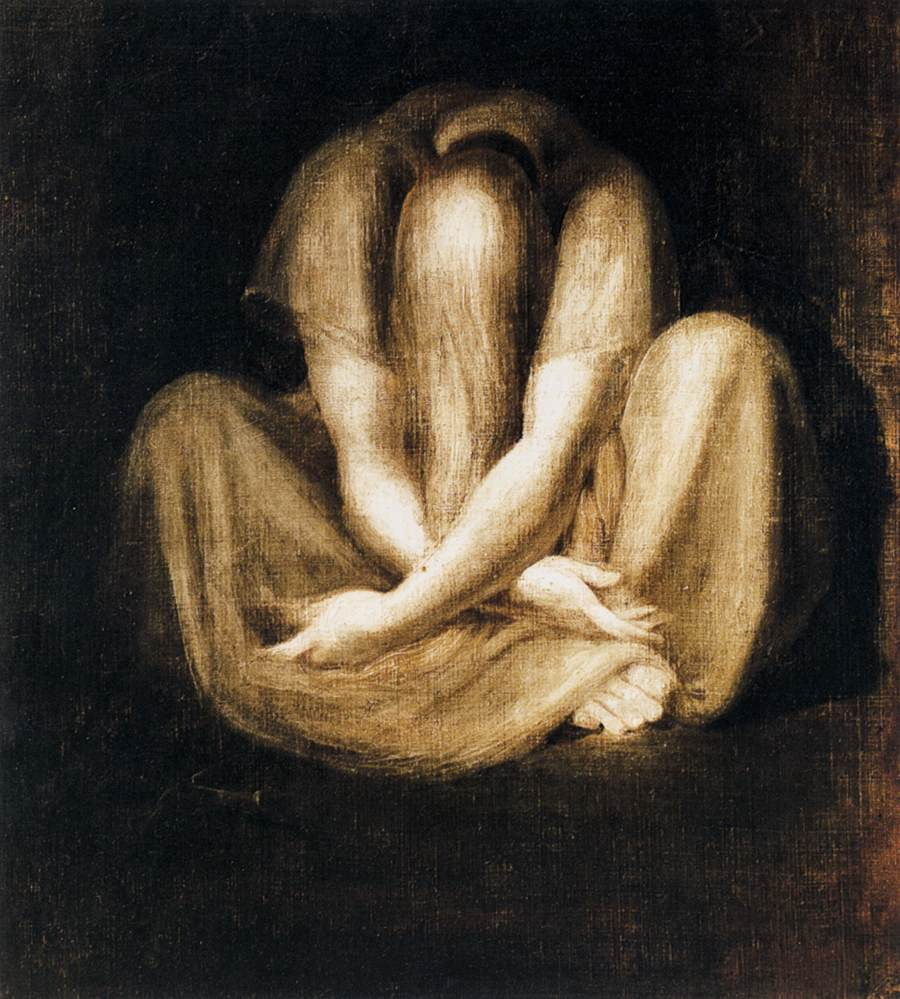
Le Silence, Füssli.